# 靜庫侖
在厘米-克-秒單位制（CGS制）裏，靜庫侖（statC）或（esu）是電荷的物理單位。它是一種衍生出來的單位，表達為
1 statC = 1 g1/2 cm3/2 s-1 = 1 erg1/2 cm1/2。
在國際單位制裏，則採用庫侖（C）為電荷的物理單位。轉換公式為
1 C = 2997924580 statC。
這公式乃精確的（但是，請參閱後面正確使用方法的警告）。在公式右邊的數值是光速（CGS制）的十分之一。雙方向轉換大約為
1 C ≈ 2.99792×109 statC。
1 statC ≈ 3.33564×10−10 C。
靜庫侖定義為：假若兩個固定的，相距1 cm的點電荷各自帶有電量1 statC，則它們彼此互相排斥的靜電力是1 達因（dyne）。這排斥力是由庫侖定律給出，在CGS制裏，表達為
{\displaystyle F={\frac {q_{1}q_{2}}{r^{2}}}\,\!}。
其中，{\displaystyle F\,\!}是力量，{\displaystyle q_{1}\,\!}、{\displaystyle q_{2}\,\!}分別是兩個點電荷的電量，{\displaystyle r\,\!}是它們之間的距離。

## 量纲（因次）分析
在量纲分析中，同一个物理量在不同的单位制下可以有不同的量纲。在国际单位制和电磁学单位制下，所有的力学量都有相同的量纲，但同一电磁学量可能有不同的量纲。像是力的量纲都是[質量][長度][時間]-2。在CGS esu制（静电制）裏，電荷量Q的量纲必須是[質量]1/2 [長度]3/2 [時間]-1 。
在國際單位制裡，這句話並不正確。因為，庫侖定律的形式不同：
{\displaystyle F={\frac {1}{4\pi \epsilon _{0}}}{\frac {q_{1}q_{2}}{r^{2}}}\,\!}；
其中，{\displaystyle \epsilon _{0}\,\!}是真空電容率。
由於{\displaystyle \epsilon _{0}\,\!}本身有因次，所以，與靜庫侖（statC）不同，庫侖（C）的因次不是[質量]1/2 [長度]3/2 [時間]-1。實際上，我們無法只用質量、長度和時間來表達庫侖的因次。国际单位制下，电荷量Q的量纲是[时间] [电流强度]；静电制下，电荷量Q的量纲是[質量]1/2 [長度]3/2 [時間]-1；电磁制下，电荷量Q的量纲是[質量]1/2 [長度]1/2 。
尽管C和statC的量纲不同，但两者是电荷量Q这同一物理量的不同单位。因此，我们有以下单位换算公式：
1 C = 2997924580 statC。
我們能直接地使用這轉換因子在庫侖與靜庫侖之間做轉換，就好像我們在厘米與米之間做轉換一樣。更確切地說，這公式應該詮釋為：「『1 coulomb』對應於『2997924580 statC』」。換句話說，假若某一個帶電體的電量是1 coulomb，那麼，它的電量也是2997924580 statC。
特別注意，以下轉換的因次完全一致，對於國際單位制和CGS制之間的轉換，非常有用：
{\displaystyle {\frac {1\;\mathrm {C} }{\sqrt {4\pi \epsilon _{0}}}}=2997924580\;\mathrm {statC} \,\!}；
其中，{\displaystyle \epsilon _{0}\,\!}是CGS制的真空電容率，大約為8.85×10−21 A2s4 g-1cm−3。

## 參閱
- 高斯單位制

1. ↑  Sonin, Ain A. .
2. ↑  Huang, Chen. . 2005.
3. ↑  Wu, Pat. . 2020.